# Xiaoshan
Xiaoshan  léase Siáo-Shan (en chino simplificado, 萧山区; pinyin, Xiāoshān) es un distrito urbano bajo la administración directa de la subprovincia de Hangzhou en la Provincia de Zhejiang, República Popular China. La parte urbana se localiza en una zona llana a una altura media de 10 m s. n. m. rodeada de colinas y es separada por el río Qiantang. Su área es de 1163 km² y su población total es de 1 228 700 según el censo proyectado a 2011.

## Administración
La ciudad-distrito de Fuyang se divide en 26 pueblos que se administran en 14 subdistritos y 12 poblados:
- Subdistritos: Chéngxiāng, Běigàn, Shǔshān, Xīntáng, Hézhuāng, Yìpéng, Nányáng, Jìngjiāng, Xīnwān, Línjiāng, Qiánjìn, Xīnjiē, Níngwéi y Wényàn .
- Poblados: Lóutǎ, Héshàng, Dàicūn, Yìqiáo, Suǒqián, Pǔyáng, Jìnhuà, Línpǔ, Yáqián, Guālì, Yìnóng y Dǎng wān .

## Historia
Xiaoshan tiene una historia de más de 8000 años, eso se evidencia en el sitio arqueológico Kuahuqiao descubierto a principios de los 1970. En el año 2 se organiza como condado y se llama Yuji (余暨), perteneció al reino Wu y se re nombra a Yongxing (永兴). En la dinastía Tang se empieza a llamar de la actual forma. En 1949 es administrada directamente desde la provincia. En 1957 se coloca bajo administración de Ningbó y desde 1959 pertenece a Hangzhou. En 1988 es un condado de la ciudad y en marzo de 2001 se vuelve distrito.

## Clima
Xiaoshan tiene un clima subtropical monzonico con cuatro estaciones muy diferenciadas, con abundante lluvia y mucho calor y sol. La temperatura media en enero es de 4,5 °C y en julio es de 28,9 °C. La temperatura media anual es de 16,8 °C. Las temperaturas extremas son 42,2 °C de máxima (1 de agosto de 2013) y -15.0 °C de mínima (5 de enero de 1977). La precipitación media anual es de 1440.5 mm. Hay 1804.6 horas de sol al año.
| Parámetros climáticos promedio de Xiaoshan（1981－2010） | Parámetros climáticos promedio de Xiaoshan（1981－2010） | Parámetros climáticos promedio de Xiaoshan（1981－2010） | Parámetros climáticos promedio de Xiaoshan（1981－2010） | Parámetros climáticos promedio de Xiaoshan（1981－2010） | Parámetros climáticos promedio de Xiaoshan（1981－2010） | Parámetros climáticos promedio de Xiaoshan（1981－2010） | Parámetros climáticos promedio de Xiaoshan（1981－2010） | Parámetros climáticos promedio de Xiaoshan（1981－2010） | Parámetros climáticos promedio de Xiaoshan（1981－2010） | Parámetros climáticos promedio de Xiaoshan（1981－2010） | Parámetros climáticos promedio de Xiaoshan（1981－2010） | Parámetros climáticos promedio de Xiaoshan（1981－2010） | Parámetros climáticos promedio de Xiaoshan（1981－2010） |
| Mes                                                      | Ene.                                                     | Feb.                                                     | Mar.                                                     | Abr.                                                     | May.                                                     | Jun.                                                     | Jul.                                                     | Ago.                                                     | Sep.                                                     | Oct.                                                     | Nov.                                                     | Dic.                                                     | Anual                                                    |
| -------------------------------------------------------- | -------------------------------------------------------- | -------------------------------------------------------- | -------------------------------------------------------- | -------------------------------------------------------- | -------------------------------------------------------- | -------------------------------------------------------- | -------------------------------------------------------- | -------------------------------------------------------- | -------------------------------------------------------- | -------------------------------------------------------- | -------------------------------------------------------- | -------------------------------------------------------- | -------------------------------------------------------- |
| Temp. media (°C)                                         | 4.5                                                      | 6.3                                                      | 10.2                                                     | 16.1                                                     | 21.4                                                     | 24.7                                                     | 28.9                                                     | 28.1                                                     | 23.8                                                     | 18.5                                                     | 12.6                                                     | 6.8                                                      | 16.8                                                     |
| Precipitación total (mm)                                 | 82.9                                                     | 91.2                                                     | 139.4                                                    | 121.6                                                    | 130.4                                                    | 216.6                                                    | 162.1                                                    | 161.1                                                    | 131.6                                                    | 76.5                                                     | 74.3                                                     | 52.8                                                     | 1440.5                                                   |
| Días de precipitaciones (≥ 1 mm)                         | 13.0                                                     | 12.6                                                     | 15.9                                                     | 15.1                                                     | 14.2                                                     | 15.2                                                     | 12.9                                                     | 13.8                                                     | 12.2                                                     | 9.6                                                      | 9.4                                                      | 9.1                                                      | 153                                                      |
| Horas de sol                                             | 108.8                                                    | 103.5                                                    | 122.4                                                    | 146.0                                                    | 166.1                                                    | 145.7                                                    | 219.6                                                    | 209.2                                                    | 155.3                                                    | 154.6                                                    | 135.3                                                    | 138.1                                                    | 1804.6                                                   |
| Fuente: 《萧山年鉴2013》                                 |                                                          |                                                          |                                                          |                                                          |                                                          |                                                          |                                                          |                                                          |                                                          |                                                          |                                                          |                                                          |                                                          |